# Рісер
Рісер (норв. Risør) — комуна у фюльке Агдер, Норвегія (давніше — у фюльке Еуст-Агдер). Адміністративний центр — місто Рісер. 

## Історія
Заснований 1837 року.

## Населення
Згідно з даними за 2005 рік у комуні мешкало 6 909 осіб. Густота населення становила 36,08 осіб/км². За кількістю населення посідає 142-ге місце серед комун Норвегії. 
| населення станом на 1 січня 2005 |       |          |       |
|                                  | жінки | чоловіки | разом |
| ос.                              | 3413  | 3496     | 6909  |
| %                                | 49,4% | 50,6%    | 100%  |

| освіченість населення станом на 1 жовтня 2004 |           |         |        |          |
|                                               | початкова | середня | вища   | невідомо |
| ос.                                           | 1131      | 3320    | 1025   | 103      |
| %                                             | 20,27%    | 59,51%  | 18,37% | 1,85%    |

## Освіта
Згідно з даними на 1 жовтня 2004 року в комуні було 4 початкових школи (норв. grunnskolar), у яких навчалися 898 учнів.